# Bracon marasmiae
Bracon marasmiae är en stekelart som först beskrevs av De Saeger 1943.  Bracon marasmiae ingår i släktet Bracon och familjen bracksteklar. Inga underarter finns listade.